# لاري ليمان
لاري ليمان (بالإنجليزية: Larry Lehman)‏ هو قاضي ومحامي أمريكي، ولد في 1945 في آيوا سيتي في الولايات المتحدة، وتوفي في 10 ديسمبر 2004.